# Bidessonotus tibialis
Bidessonotus tibialis är en skalbaggsart som beskrevs av Régimbart 1895. Bidessonotus tibialis ingår i släktet Bidessonotus och familjen dykare. Inga underarter finns listade i Catalogue of Life.